# قوشقوا
قوشقوا هي قرية في مقاطعة أذر شهر، إيران. عدد سكان هذه القرية هو 205 في سنة 2006.